# Matagalpa (departamento)
Matagalpa é um departamento da Nicarágua. A capital é a cidade de Matagalpa.

## Municípios
1. Ciudad Darío
2. Esquipulas
3. Matagalpa
4. Matiguás
5. Muy Muy
6. Rancho Grande
7. Río Blanco
8. San Dionisio
9. San Isidro
10. San Ramón
11. Sébaco
12. Terrabona
13. El Tuma - La Dalia